# Fulvaria brunnearia
Fulvaria brunnearia is een vlinder uit de familie van de spanners (Geometridae). De soort is voor het eerst wetenschappelijk beschreven mogelijk als Genere brunnearia door Giorgio Krüger in een publicatie uit 1939.
De soort komt voor in Libië.